# Крюцен
Крюцен (нем. Krüzen) — община в Германии, в земле Шлезвиг-Гольштейн. 
Входит в состав района Герцогство Лауэнбург. Подчиняется управлению Лютау.  Население составляет 352 человека (на 31 декабря 2010 года). Занимает площадь 8,25 км².